# Harald Johnsen
Harald Johnsen (eigentlich: Harald Gill Johnsen; * 19. März 1970; † 24. Juli 2011 in Oslo) war ein norwegischer Jazz-Bassist.

## Werdegang

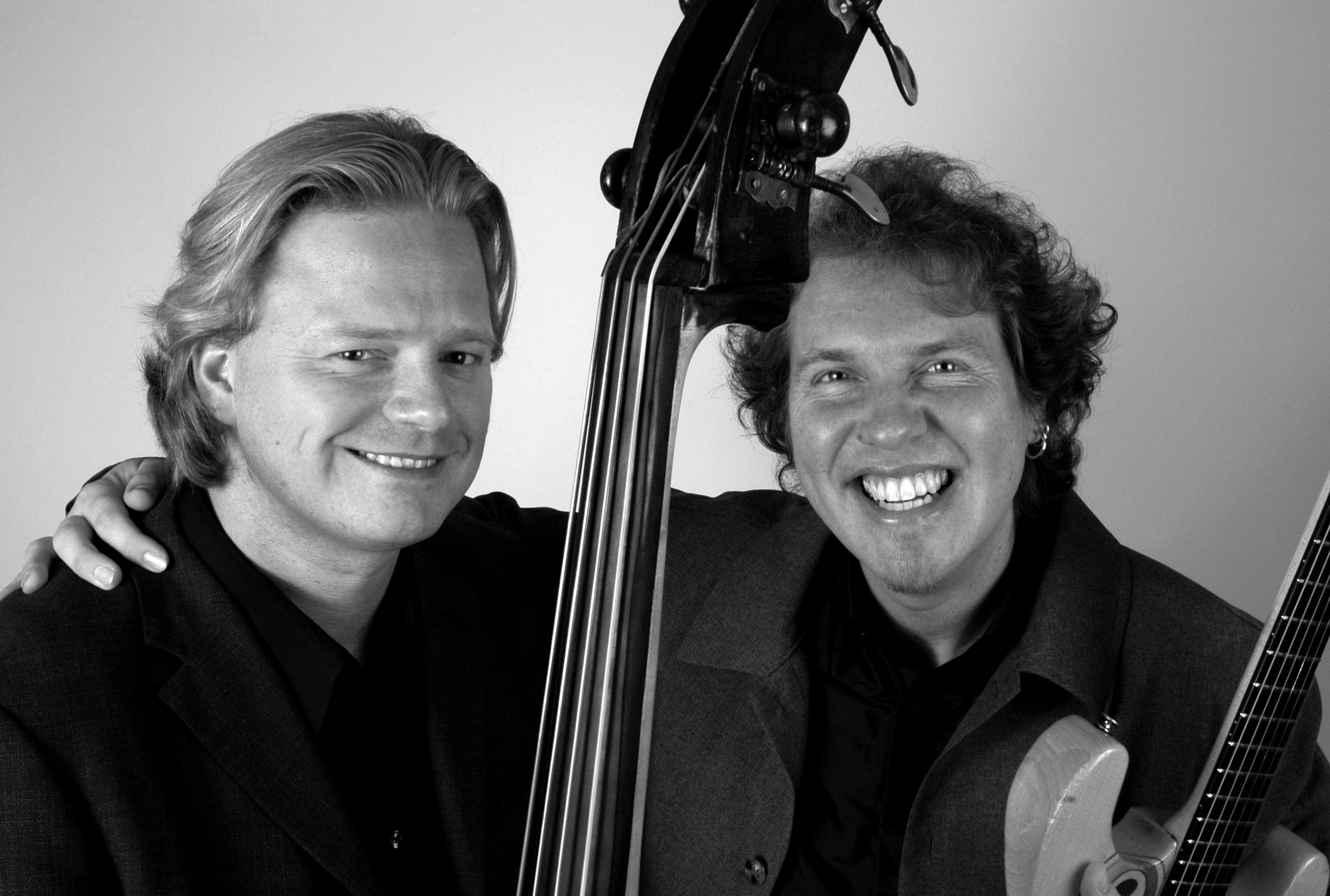
Harald Johnsen und Frode Barth.

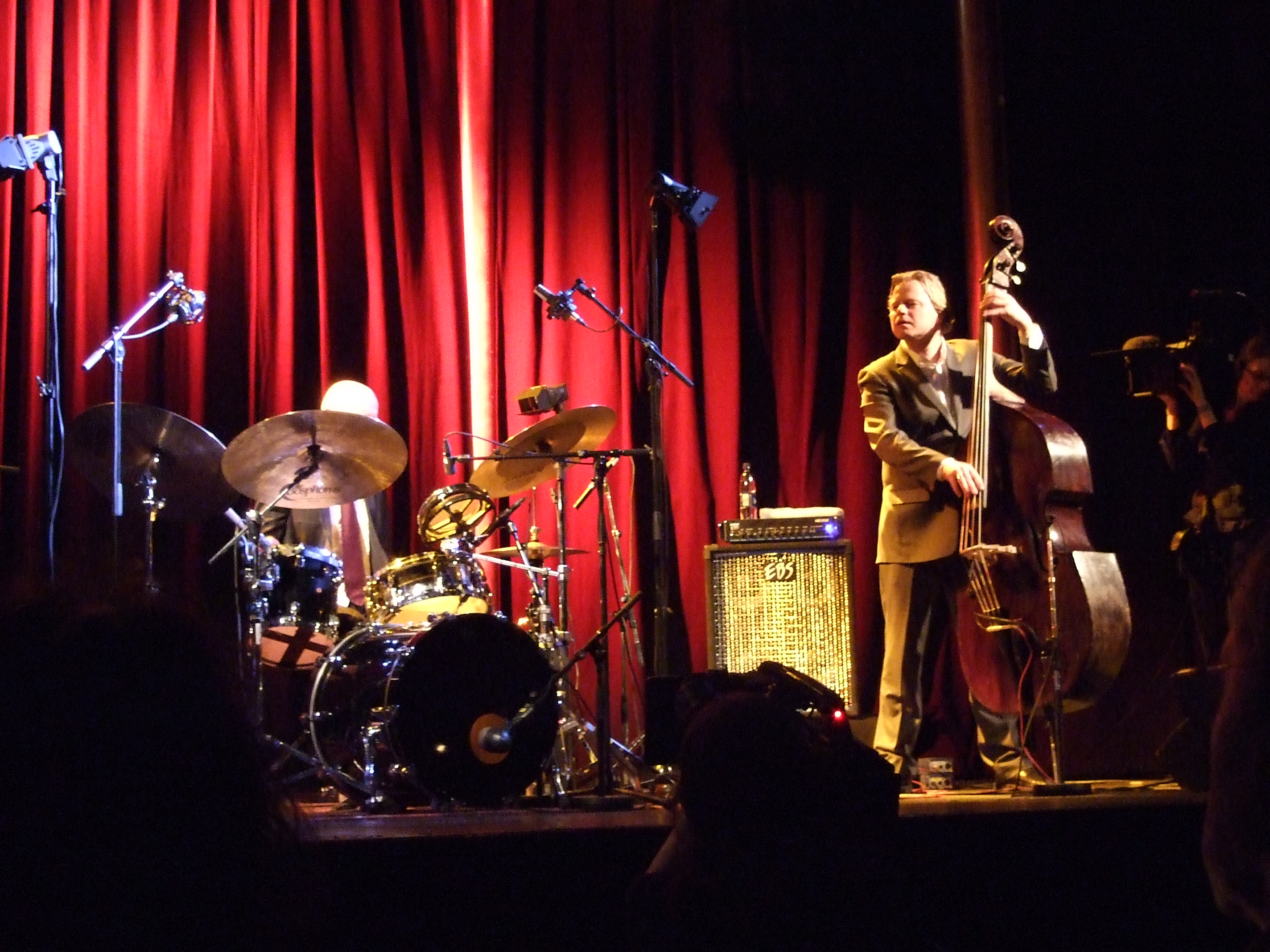
Harald Johnsen im Tord Gustavsen Trio, Oslo 2007.

Während seines Musikstudiums an der Technisch-Naturwissenschaftlichen Universität Norwegens (NTNU) in Trondheim (1989–1993) war er Mitglied in dem von Trygve Seim geleiteten Trondheim Kunstorkester.
Später hat er in einer ganzen Reihe Jazzbands und Einspielungen mitgewirkt. Unter ihnen sind Gruppen wie das Nils-Olav Johansen Trio oder das Jan-Erik-Kongshaug-Quartett sowie die Zusammenarbeit mit Künstlern wie Sigurd Køhn und Bjørn Johansen.
Einem breiteren Publikum außerhalb Norwegens wurde er in den vergangenen Jahren durch seine Arbeit in der Silje Nergaard Band oder mit dem Tord Gustavsen Trio bekannt, von dem er sich 2008 aus gesundheitlichen Gründen trennte.
Am 24. Juli 2011 starb Johnsen im Alter von 41 Jahren an Herzversagen. Das Grab von Harald Gill Johnsen befindet sich nahe Gamle Aker kirke auf dem Osloer Friedhof Gamle Aker kirkegård.